# Passa il tempo/Noi
Passa il tempo/Noi (1974) è un singolo degli Ibis.
Noi è inedita su CD (2008).